# Motoriseret infanteri
Motoriseret infanteri (MOTINF) er infanteri som bevæger sig med lastbiler eller andre ikke-pansrede motorkøretøjer, til forskel fra pansret infanteri, som benytter pansrede køretøjer. Det motoriserede infanteri betragtes som første skridt frem mod det pansrede infanteri. Motoriseret infanteri har ingen direkte fordel i kamp, da køretøjerne ikke kan modstå artilleri og skydevåben. Omvendt har motoriseret infanteri en logistisk mulighed for at medbringe tungere våben, såsom artilleri, mortérer og tunge maskingeværer.
| Militær | Spire Denne artikel om militær er en spire som bør udbygges. Du er velkommen til at hjælpe Wikipedia ved at udvide den. |